# Dicranomyia (Dicranomyia) perdistalis
Dicranomyia (Dicranomyia) perdistalis is een tweevleugelige uit de familie steltmuggen (Limoniidae). De soort komt voor in het Neotropisch gebied.